# Dan en slechts dan als
Dan en slechts dan als (afkorting: desda) is in de wiskunde en in de logica een algemeen gebruikte uitdrukking om equivalentie van twee uitspraken aan te geven. Deze relatie tussen uitspraken wordt ook bi-implicatie of wederzijdse implicatie genoemd.
Gelijkwaardig zijn:
- P ⇔ Q
- P (geldt) dan en slechts dan als Q (geldt)
- P (geldt) dan en alleen dan als Q (geldt)
- P (geldt) als en slechts als Q (geldt)
- P (geldt) als en alleen als Q (geldt)
- P is een noodzakelijke en voldoende voorwaarde voor Q
- P en Q zijn allebei waar, óf P en Q zijn allebei onwaar

Afkortingen: asa (het in België meer gebruikte als en slechts als), aeaa (als en alleen als). In Engelstalige literatuur gebruikt men de uitdrukking iff (voor if and only if).
Soms staat er tussen 'dan en slechts dan' en 'als' nog iets, zoals 
'een verzameling reële getallen is dan en slechts dan compact als deze gesloten en begrensd is'
als variant op
'een verzameling reële getallen is compact dan en slechts dan als deze gesloten en begrensd is'

## Waarheidstabel
De waarheidstabel voor de bi-implicatie is als volgt: 

(T = True = waar, F = False = onwaar)
| p | q |  | p ⇔ q |
| - | - |  | ----- |
| T | T |  | T     |
| T | F |  | F     |
| F | T |  | F     |
| F | F |  | T     |

## Voorbeeld
Een voorbeeld van het gebruik van '{\displaystyle \Leftrightarrow }':
{\displaystyle x^{2}=9\Leftrightarrow x=3\!\,\vee x=-3}.
Dit betekent twee dingen, namelijk enerzijds:
{\displaystyle x^{2}=9\Rightarrow x=3\!\,\vee x=-3}.
dat wil zeggen: Uit het feit dat x in het kwadraat 9 oplevert, volgt dat x gelijk is aan 3 of aan −3. Immers, er zijn geen andere getallen die gekwadrateerd 9 opleveren.
en anderzijds
{\displaystyle x=3\!\,\vee x=-3\Rightarrow x^{2}=9}.
dat wil zeggen: Uit het feit dat x gelijk is aan 3 of aan −3, volgt dat x in het kwadraat 9 is. Immers, het kwadraat van 3 zowel als van −3 is 9.
Overigens geldt ook:
{\displaystyle x=3\Rightarrow x^{2}=9}.
Dit betekent: uit het feit dat x gelijk is aan 3, volgt dat x in het kwadraat 9 is. Hier mag niet het symbool '{\displaystyle \Leftrightarrow }' gebruikt worden, want uit x2 = 9 hoeft niet te volgen dat x = 3. Immers ook x = −3 is mogelijk.